# 名鉄観光バス
名鉄観光バス株式会社（めいてつかんこうバス）は、愛知県名古屋市中川区に本社を置く名鉄グループのバス会社。愛知県・岐阜県を営業区域として貸切バスを運行している。過去には高速バス（乗合バス）も運行していた。

## 歴史
1969年（昭和44年）9月10日、株式会社名鉄岐阜観光として設立。その後、名鉄グループ内の観光バス会社が、岡崎・豊田、一宮・岐阜などで設立される。
1999年（平成11年）から2003年（平成15年）にかけて、名鉄グループの観光バス7社が、名鉄東部観光バス・名古屋観光日急・名鉄西部観光バスの3社に集約された。
2008年（平成20年）7月1日、名鉄岐阜観光を存続会社として、名鉄東部観光バス・名古屋観光日急・名鉄西部観光バスの3社を吸収合併し、同時に名鉄観光バスに商号変更した。本社は旧名古屋観光日急（名古屋市中村区名駅4丁目4番8号）から引き継いだが、同年9月1日に名古屋市中村区名駅1丁目2番4号へ本社を移転した。合併により、観光バス事業者としては日本最大規模となった。
2012年（平成24年）2月20日、名鉄バスターミナル10階（名古屋市中村区名駅一丁目2番4号）から同市熱田区神宮三丁目6番34号（名鉄名古屋本線・常滑線神宮前駅西ビル8階）に本社を移転した。
2021年（令和3年）6月21日、名古屋市中川区西日置二丁目3番5号（名鉄交通ビル7階）に本社を移転した。

### 沿革
- 1951年（昭和26年）4月16日 - 名古屋観光自動車株式会社が設立[1]（名古屋鉄道100%出資）。
- 1953年（昭和28年）- 岡崎観光自動車が設立（名古屋鉄道の貸切バス部門を分離）。
- 1958年（昭和33年）7月18日 - 日本急行バスが設立（名古屋鉄道・阪急電鉄・京阪電気鉄道・近江鉄道の共同出資）。
- 1967年（昭和42年）- 豊田観光を設立（トヨタ自動車などとの合弁による貸切バス専業会社）。
- 1969年（昭和44年）9月10日 - 株式会社名鉄岐阜観光が設立[1]。
- 1999年（平成11年）- 名鉄グループのバス会社の再編が行われ、岡崎観光自動車と豊田観光が合併して名鉄東部観光バスとなる。
- 2001年（平成13年）4月1日 - 名古屋観光自動車とグループ企業の日本急行バス、ドラゴンズツアーが合併し名古屋観光日急となる[5]。
- 2003年（平成15年）- 名鉄東部観光バスが三河交通を合併。
- 2008年（平成20年）7月1日 - 名鉄岐阜観光が名古屋観光日急・名鉄西部観光バス・名鉄東部観光バスを吸収合併[1]。名鉄観光バス株式会社に商号変更[1]。
  - 9月1日 - 本社を名古屋市中村区名駅一丁目2番4号に移転[1]。
- 2012年（平成24年）2月20日	- 本社を名古屋市熱田区神宮三丁目6番34号に移転[1]。
- 2021年（令和3年）6月21日 - 本社を名古屋市中川区西日置二丁目3番5号に移転[1]。
- 2022年（令和4年）7月1日 - 名鉄グループのバス事業再編により設立された中間持株会社「名鉄グループバスホールディングス」の傘下に入る[1][6][7][8]。
- 2024年（令和6年）12月31日 - 四日市営業所を閉鎖し、三重県と滋賀県甲賀市における一般貸切旅客事業者運送事業の営業区域を廃止。愛知県と岐阜県のみの営業となる[9]。

## 営業所

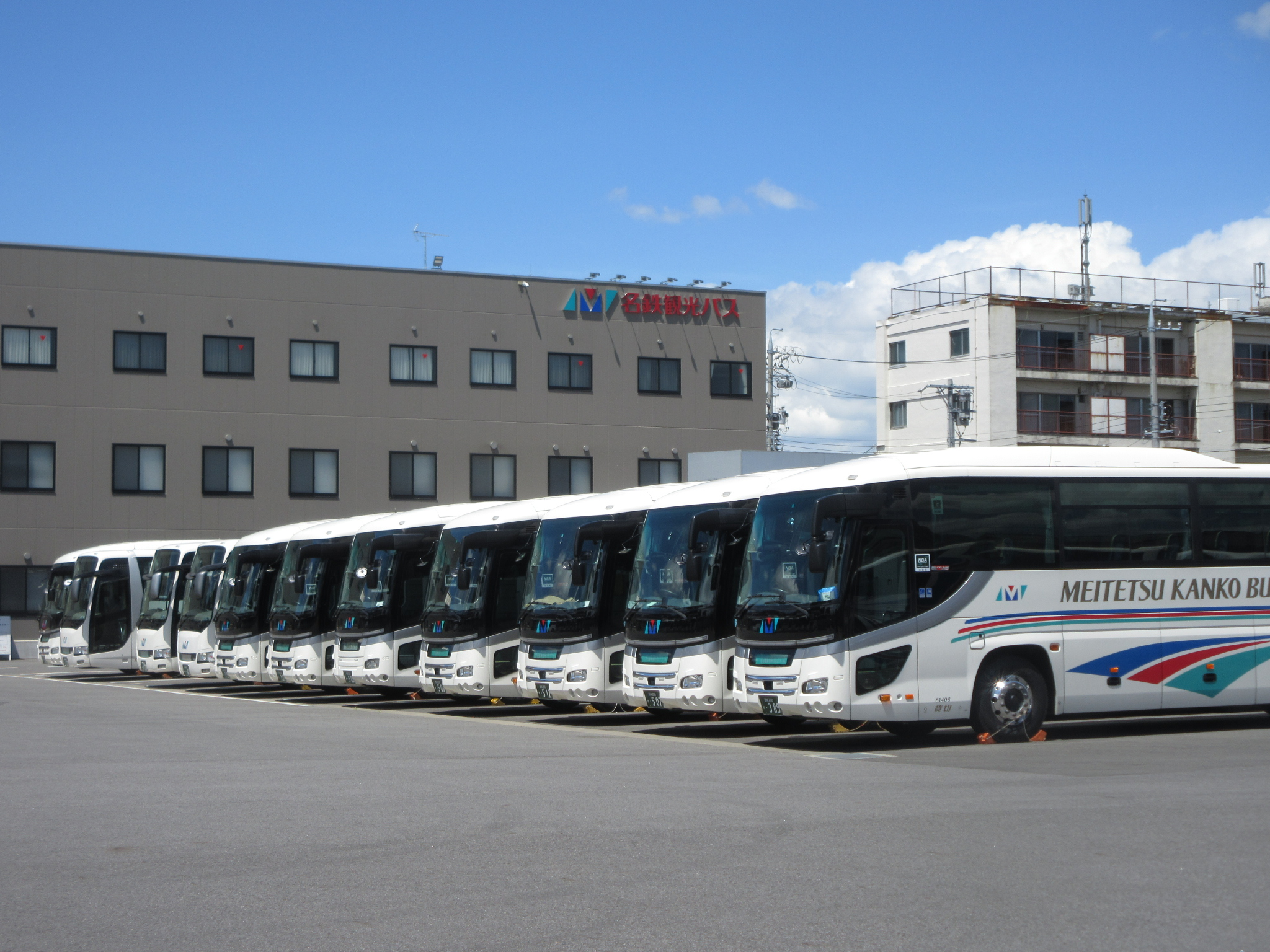
岡崎営業所（岡崎市大西町）

以下の営業所のほか、旅行センターがいくつかある。
- 名古屋営業所（旧・名古屋観光自動車・日本急行バス→名古屋観光日急）
  - 愛知県名古屋市中川区中京南通2-7
- 刈谷営業所（旧・名古屋観光自動車→名古屋観光日急）
  - 愛知県刈谷市南桜町1-4
- 春日井営業所（旧・名古屋観光自動車・日本急行バス→名古屋観光日急）
  - 愛知県春日井市南下原町1-10-6
- 一宮営業所（旧・一宮観光自動車→名鉄西部観光バス）
  - 愛知県一宮市大和町妙興寺千間堂80-1
- 岐阜営業所（旧・名鉄岐阜観光→名鉄西部観光バス）
  - 岐阜県岐阜市中鶉3丁目23-1
- 岡崎営業所（旧・岡崎観光自動車→名鉄東部観光バス）
  - 愛知県岡崎市大西町字渕田19-1
- 豊田営業所（旧・豊田観光→名鉄東部観光バス）
  - 愛知県豊田市鴻ノ巣町1-8

### 廃止営業所
- 四日市営業所（旧・名古屋観光自動車→名古屋観光日急） - 2024年12月末を以て廃止[9]
  - 三重県四日市市新正5-2-1

## 乗合バス事業（廃止）

### かつて運行していた高速路線バス
名鉄グループのバス事業再編により、2009年（平成21年）2月1日より以下のの高速バス路線は名鉄バスへ移管された。
名神ハイウェイバス（京都線）
- 区間：名鉄バスセンター・名古屋ターミナルビル - 京都駅
- 旧・日本急行バス→名古屋観光日急が運行
- 共同運行：JR東海バス・名阪近鉄バス・西日本JRバス
- 2002年（平成14年）6月から4社共同運行化。

名神ハイウェイバス（神戸線）
- 区間：名鉄バスセンター・名古屋駅 - 三ノ宮駅・ポートピアホテル
- 旧・日本急行バス→名古屋観光日急が運行
- 共同運行：JR東海バス・西日本JRバス
- 2006年（平成18年）4月から3社共同運行。

グラバー号（夜行高速バス長崎線）
- 区間：名鉄バスセンター - 長崎駅南口・長崎新地ターミナル
- 名古屋鉄道（現・名鉄バス）→日本急行バス→名古屋観光日急が運行
- 共同運行：長崎自動車（長崎バス）
- 名鉄バスへ再移管後の2018年11月30日をもって廃止。

不知火号（夜行高速バス熊本線）
- 区間：名鉄バスセンター - 熊本交通センター
- 名古屋鉄道（現・名鉄バス）→日本急行バス→名古屋観光日急が運行
- 共同運行：九州産交バス（旧・九州産業交通）
- 名鉄バスへ再移管後の2019年10月1日をもって廃止。

### 移管前に運行終了した路線
大宮・所沢 - 名古屋線
- 区間：名鉄バスセンター - 西武バス大宮営業所
- 共同運行：西武バス
- 2008年（平成20年）6月30日発をもって運行終了。

名神ハイウェイバス（大阪線）- 旧・日本急行バス→名古屋観光日急
- 区間：名鉄バスセンター - なんばOCAT・ユニバーサル・スタジオ・ジャパン
- 2008年（平成20年）11月30日発をもって運行終了。

## 車両

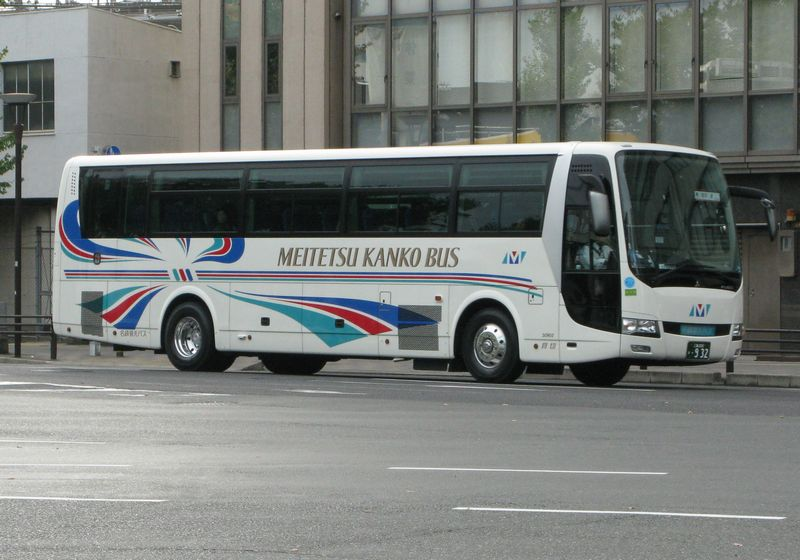
名鉄観光バス標準色

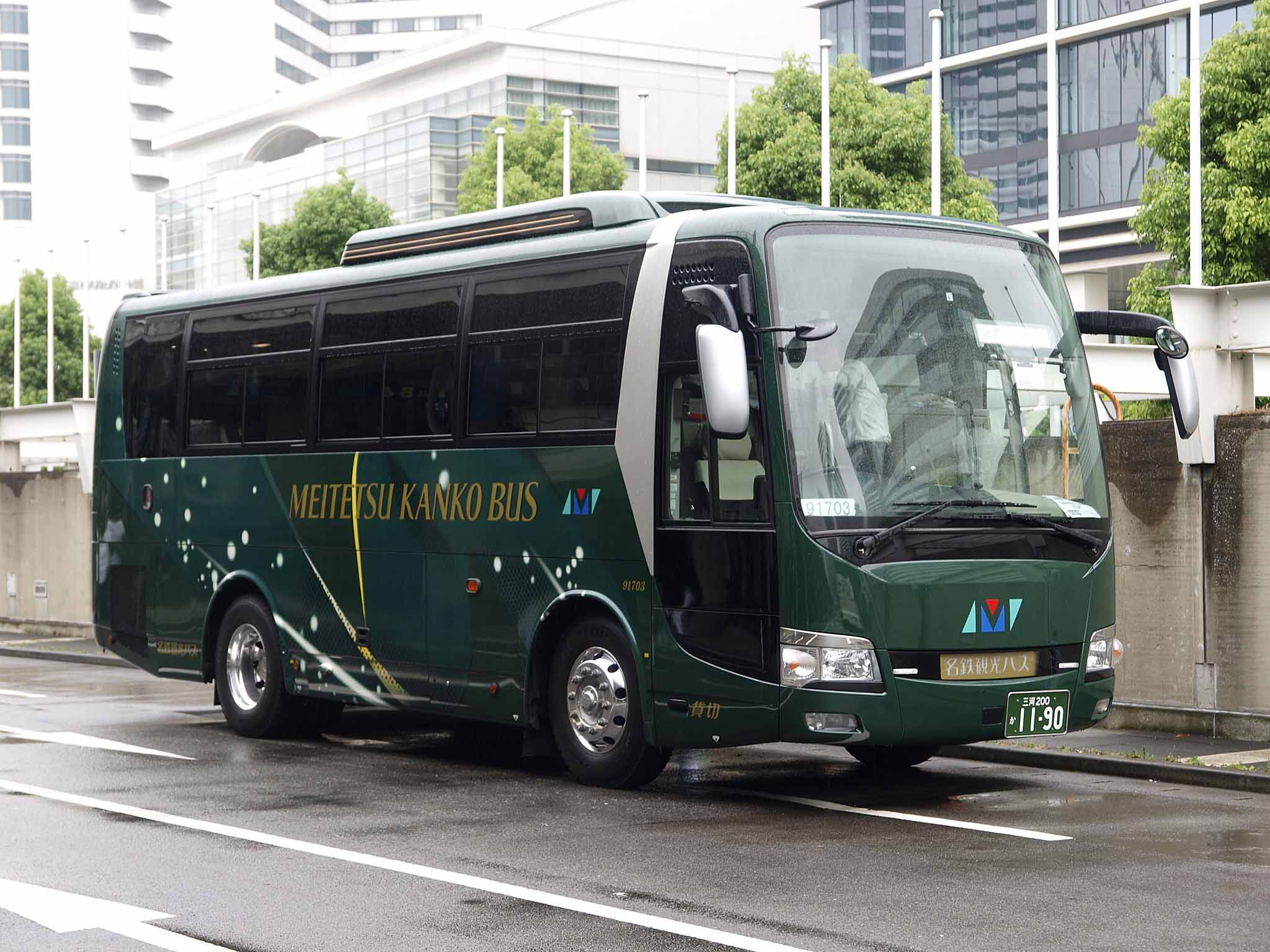
中型貸切車「シオン」

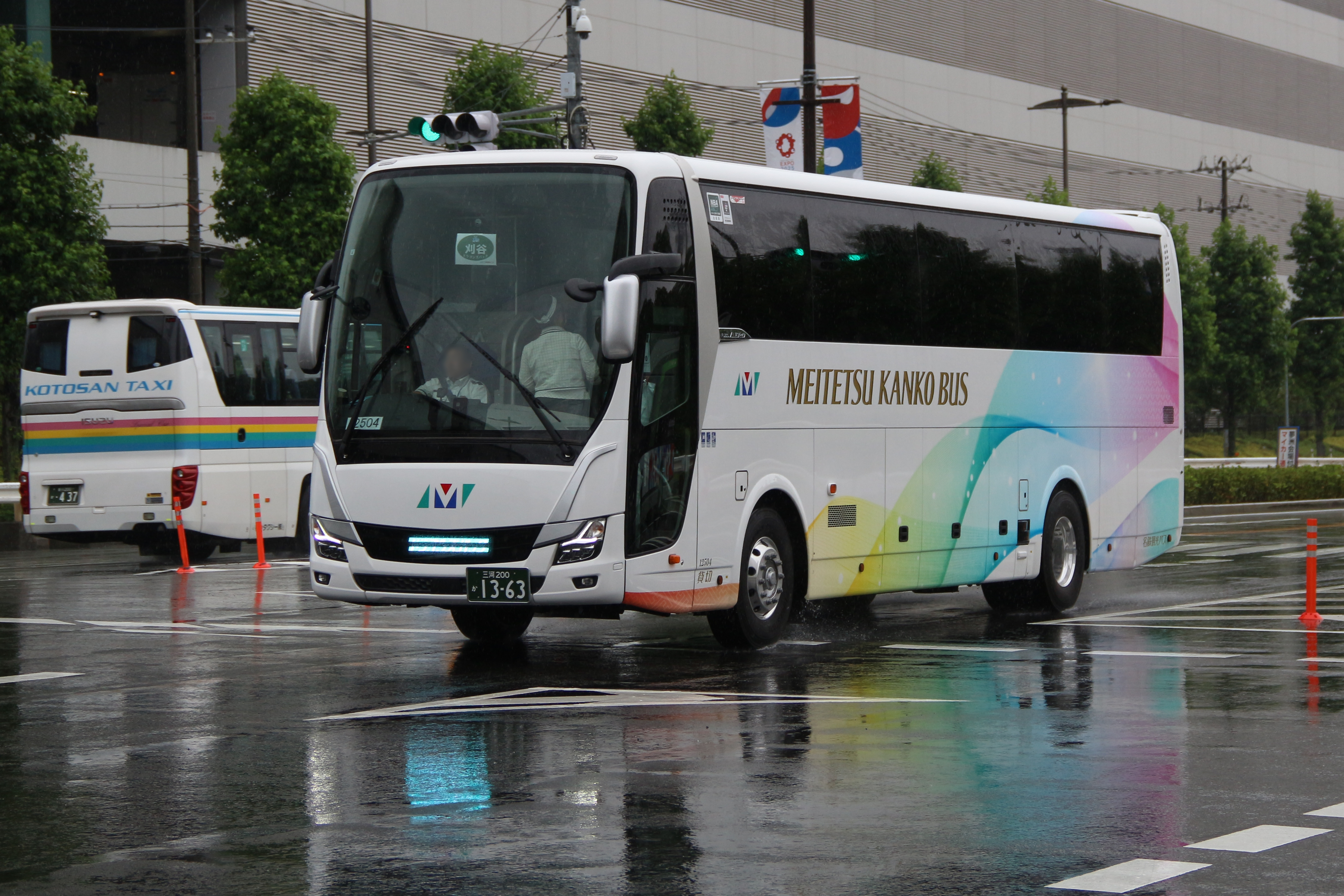
大型貸切車「レゼル」

保有車両は216両（2021年3月31日現在）であったが、2024年4月現在は177両となっている。
主に三菱製の車両（エアロエース、エアロバス）と日野（ジェイ・バス）製の車両（セレガ）が中心である。カラーリングは前述の4社が統合された際に会社としての観光バス標準塗色を制定し、白を基調に青・赤・緑の帯がリボン風に描かれる。ただし統合当時に既存車両のカラーリング統一は行われなかったため、同車種でも多数の塗装パターンが存在し、中には前面の社名表記と側面の車番表記が名鉄観光バス仕様となっているものの、側面には合併前の旧社名が残ったままの車両もあった。
中型サロン「シオン」は「ゼウス」のデザインを踏襲した3色の車両を用意している。「シオン」を各営業所に順次新製配置していたが、現在は三菱が中型車両の販売を行っていないため、以前使用されていた中型車両「ツインクル」「ボンソワール」が運行終了し、「シオン」が在籍していない春日井営業所および豊田営業所に「リボン27」を導入した。
赤の特別塗装を採用していた大型中2階3列特別車「ゼウス」は、2021年（令和3年）11月に貸切運行にてラストランを行った後、運行終了となった。2024年には新たなフラッグシップ車として「レゼル37」（トイレ付37人乗り、三菱ふそう・エアロクイーン）を導入した。
三菱製車両は「リボン60」「リボン57」「リボン56」（12列、正席49、補助席11、8、7）、「ロイヤルグリーン53S」（11列、正席45、補助席8、後方2列サロン）、中型サロン「シオン」「リボン27」（7列、正席27、補助席なし）などを導入している。
日野製車両では「リボン60J」（12列、正席49、補助席11）、「おもてなし車両」こと「リボン55J」（11列、正席45、補助席10）、「おもてなし車両」の後継として「リボン44J」（11列、正席44、補助席及び通常存在する最後尾中央席なし）、などを導入している。
2024年1月には中型の電動バス（EVモーターズ・ジャパン製）「シエル27」を導入した。。
ナンバープレートは、基本的には希望ナンバーは使用していないが、61901号車（車椅子用リフト付き「リボン44JL」）のみ2020年東京オリンピック・パラリンピック記念ナンバープレートで「20-20」の数字を付けている。

### 車両ギャラリー

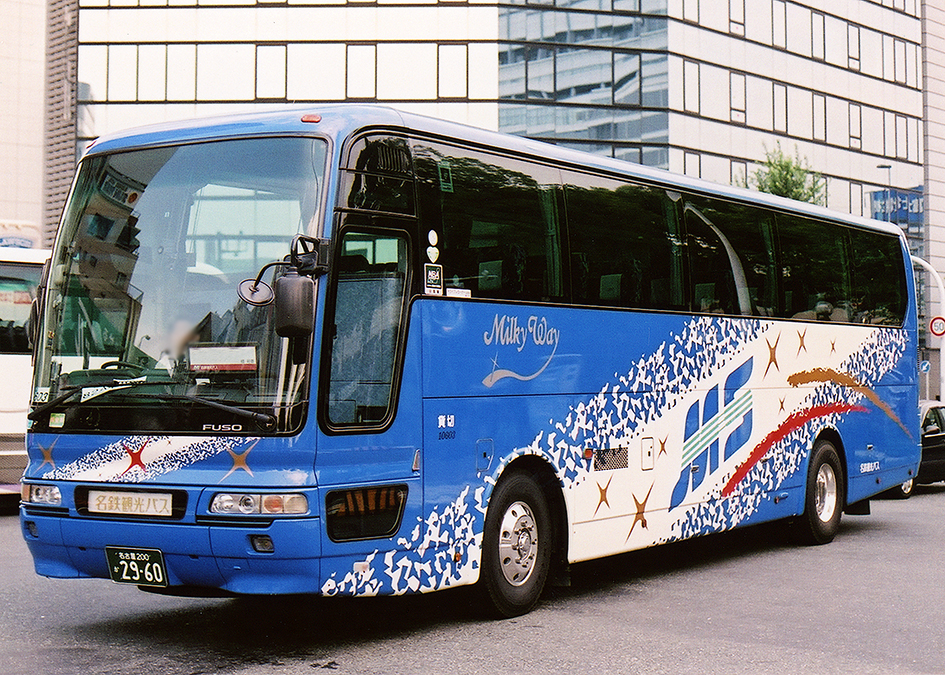
旧・名鉄西部観光バスの貸切車「ミルキーウェイ」
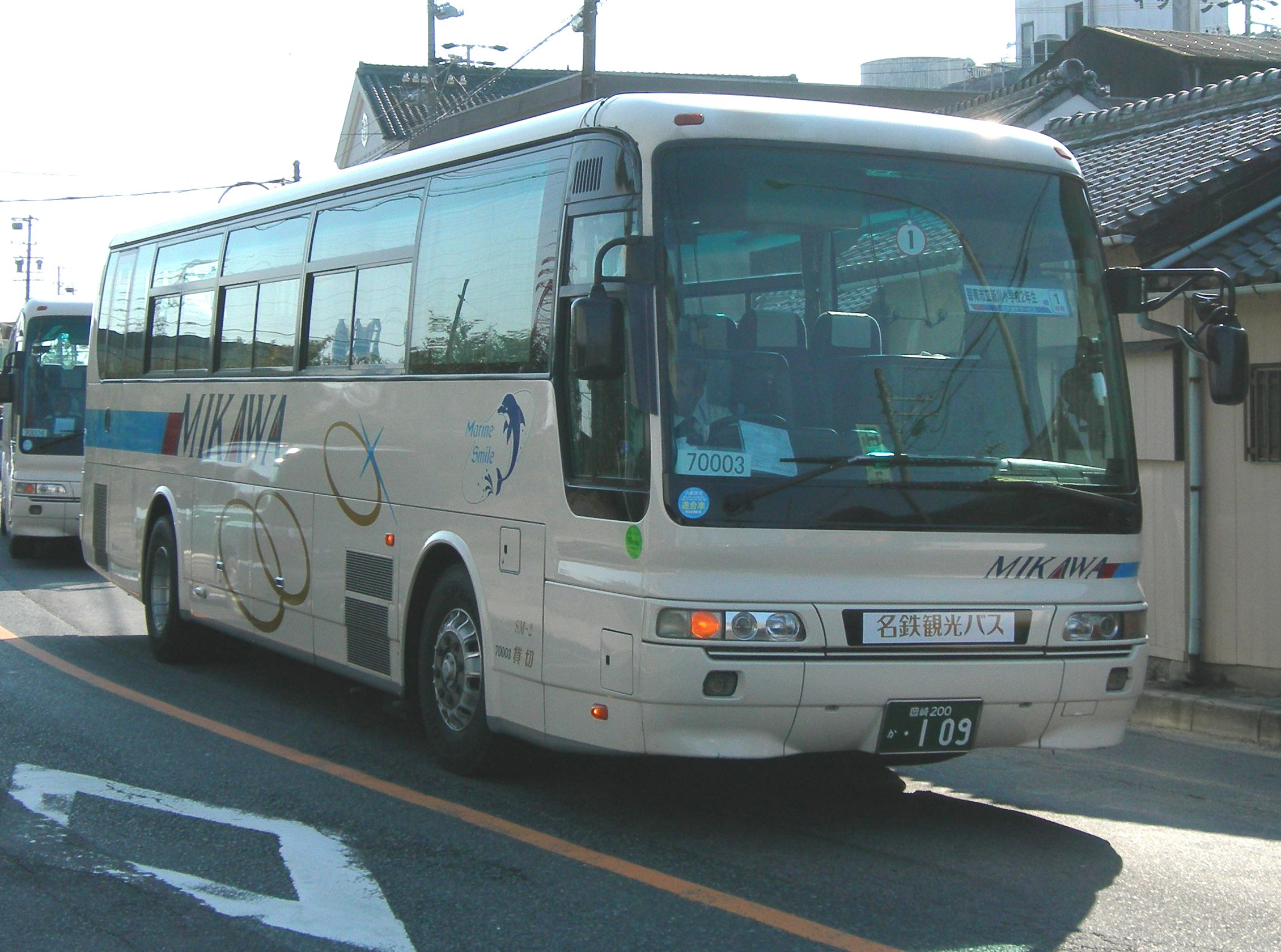
旧・三河交通→名鉄東部観光バスの貸切車
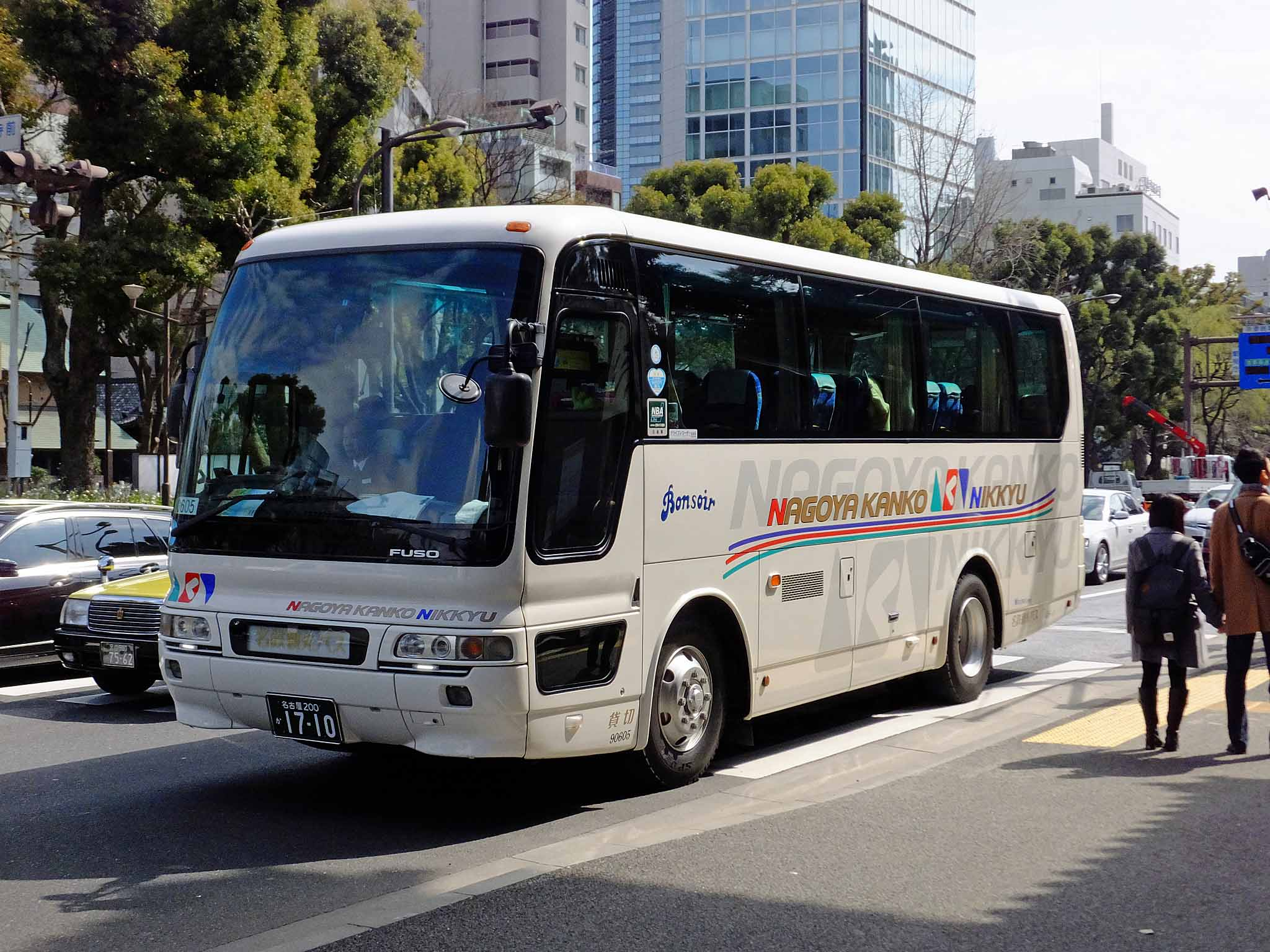
旧・名古屋観光日急の貸切車「ボンソワール」
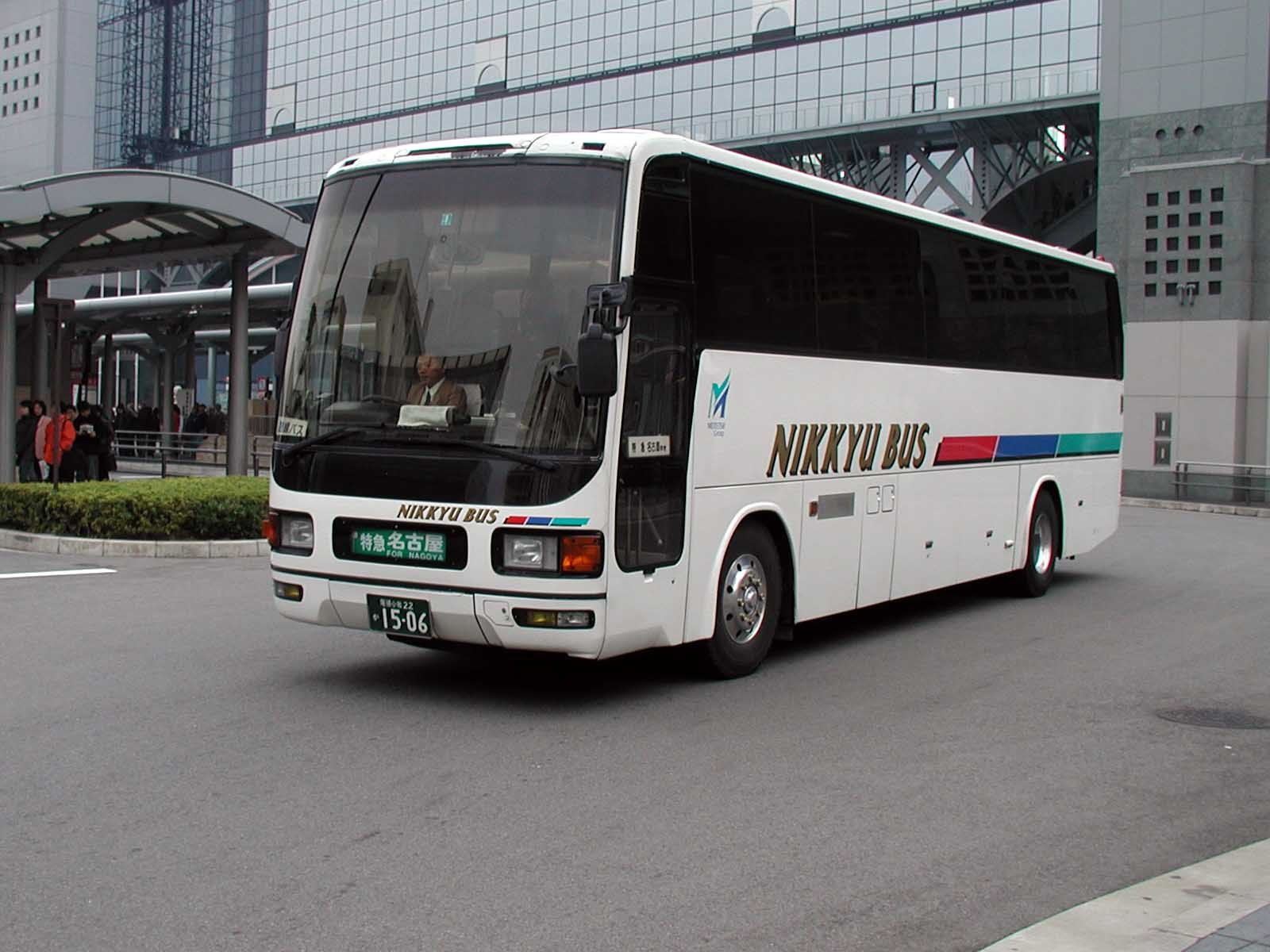
旧・名古屋観光日急の高速車